# Boliviaans voetbalelftal in 2011
Het Boliviaans voetbalelftal speelde vijftien officiële interlands in het jaar 2011, waaronder drie duels bij de strijd om de Copa América. La Verde ("De Groenen") stond onder leiding van oud-international Gustavo Quinteros, de opvolger van Erwin Sánchez. Het allereerste duel van het jaar, op 9 februari tegen Letland, werd later ongeldig verklaard door de FIFA vanwege manipulatie. Scheidsrechter Kenan Bajramović en zijn assistenten Siniša Zrnić en Rizah Ridalović werden op 10 augustus 2011 voor het leven geschorst. Op de in 1993 geïntroduceerde FIFA-wereldranglijst zakte Bolivia in 2011 van de 96ste (januari 2011) naar de 108ste plaats (december 2011).

## Balans
| Wedstrijden | Wedstrijden | Wedstrijden | Wedstrijden | Doelpunten | Doelpunten | Doelpunten | Punten |
| Gespeeld    | Winst       | Gelijk      | Verlies     | Voor       | Tegen      | Saldo      | Punten |
| ----------- | ----------- | ----------- | ----------- | ---------- | ---------- | ---------- | ------ |
| 15          | 0           | 6           | 9           | 10         | 25         | –15        | 0.400  |

## Interlands
|                                                                 |                           |       |                                                           |                                                                                         |
| 9 februari Vriendschappelijk № 381 «onderlinge duels» 16:00 uur | Bolivia                   | 1 – 2 | Letland                                                   | Mardan Spor Kompleksi, Antalya Toeschouwers: 200 Scheidsrechter: Kenan Bajramović (BIH) |
| 9 februari Vriendschappelijk № 381 «onderlinge duels» 16:00 uur | Marcelo Moreno 55' (pen.) |       | 42' (pen.) Māris Verpakovskis 51' (pen.) Aleksandrs Cauņa | Mardan Spor Kompleksi, Antalya Toeschouwers: 200 Scheidsrechter: Kenan Bajramović (BIH) |

|                                                               |                                     |       |         |                                                                                               |
| 25 maart Vriendschappelijk № 382 «onderlinge duels» 20:00 uur | Panama                              | 2 – 0 | Bolivia | Estadio Rommel Fernández, Panama-Stad Toeschouwers: 10.000 Scheidsrechter: Walter Lopez (GUA) |
| 25 maart Vriendschappelijk № 382 «onderlinge duels» 20:00 uur | Gabriel Gómez 20' Luis Rentería 83' |       |         | Estadio Rommel Fernández, Panama-Stad Toeschouwers: 10.000 Scheidsrechter: Walter Lopez (GUA) |

|                                                               |                 |       |                     |                                                                                                 |
| 28 maart Vriendschappelijk № 383 «onderlinge duels» 20:00 uur | Guatemala       | 1 – 1 | Bolivia             | Estadio Carlos Salazar Hijo, Mazatenango Toeschouwers: 9.000 Scheidsrechter: Joel Aguilar (ESA) |
| 28 maart Vriendschappelijk № 383 «onderlinge duels» 20:00 uur | Carlos Ruíz 41' |       | 73' Ricardo Pedriel | Estadio Carlos Salazar Hijo, Mazatenango Toeschouwers: 9.000 Scheidsrechter: Joel Aguilar (ESA) |

|                                                             |         |                                          |          |                                                                                                   |
| 4 juni Vriendschappelijk № 384 «onderlinge duels» 20:00 uur | Bolivia | 0 – 2                                    | Paraguay | Estadio Ramón Aguilera Costas, Santa Cruz Toeschouwers: 27.000 Scheidsrechter: Manuel Garay (PER) |
| 4 juni Vriendschappelijk № 384 «onderlinge duels» 20:00 uur |         | 34' Lucas Barrios 73' Federico Santander |          | Estadio Ramón Aguilera Costas, Santa Cruz Toeschouwers: 27.000 Scheidsrechter: Manuel Garay (PER) |

|                                                             |          |       |         |                                                                                         |
| 7 juni Vriendschappelijk № 385 «onderlinge duels» 20:00 uur | Paraguay | 0 – 0 | Bolivia | Estadio Feliciano Cáceres, Luque Toeschouwers: 15.000 Scheidsrechter: Heber Lopes (BRA) |
| 7 juni Vriendschappelijk № 385 «onderlinge duels» 20:00 uur |          |       |         | Estadio Feliciano Cáceres, Luque Toeschouwers: 15.000 Scheidsrechter: Heber Lopes (BRA) |

| Copa América |
| ------------ |

|                                                                |                |       |                     |                                                                                                 |
| 1 juli Copa América Groep A № 386 «onderlinge duels» 20:45 uur | Argentinië     | 1 – 1 | Bolivia             | Estadio Ciudad de La Plata, La Plata Toeschouwers: 52.700 Scheidsrechter: Roberto Silvera (URU) |
| 1 juli Copa América Groep A № 386 «onderlinge duels» 20:45 uur | Kun Agüero 76' |       | 48' Edvaldo Bolívia | Estadio Ciudad de La Plata, La Plata Toeschouwers: 52.700 Scheidsrechter: Roberto Silvera (URU) |

|                                                                |         |                                      |            | |
| 7 juli Copa América Groep A № 387 «onderlinge duels» 20:15 uur | Bolivia | 0 – 2                                | Costa Rica | Estadio 23 de Agosto, San Salvador de Jujuy Toeschouwers: 23.000 Scheidsrechter: Carlos Vera (ECU) |
| 7 juli Copa América Groep A № 387 «onderlinge duels» 20:15 uur |         | 60' Josué Martínez 78' Joel Campbell |            | Estadio 23 de Agosto, San Salvador de Jujuy Toeschouwers: 23.000 Scheidsrechter: Carlos Vera (ECU) |

|                                                                 |                                              |       |         |                                                                                                |
| 10 juli Copa América Groep A № 388 «onderlinge duels» 16:00 uur | Colombia                                     | 2 – 0 | Bolivia | Estadio Estanislao López, Santa Fe Toeschouwers: 12.000 Scheidsrechter: Francisco Chacón (MEX) |
| 10 juli Copa América Groep A № 388 «onderlinge duels» 16:00 uur | Radamel Falcao 14' Radamel Falcao 28' (pen.) |       |         | Estadio Estanislao López, Santa Fe Toeschouwers: 12.000 Scheidsrechter: Francisco Chacón (MEX) |

|  |  |  |  |  |  |  |  |  |

|                                                                  |              |       |                                                      | |
| 10 augustus Vriendschappelijk № 389 «onderlinge duels» 20:00 uur | Bolivia      | 1 – 3 | Panama                                               | Estadio Ramón Aguilera Costas, Santa Cruz Toeschouwers: 10.000 Scheidsrechter: Víctor Carrillo (PER) |
| 10 augustus Vriendschappelijk № 389 «onderlinge duels» 20:00 uur | Juan Arce 7' |       | 68' Luis Tejada 77' Luis Tejada 90+1' Armando Cooper | Estadio Ramón Aguilera Costas, Santa Cruz Toeschouwers: 10.000 Scheidsrechter: Víctor Carrillo (PER) |

|                                                                  |                                                |       |                                   |                                                                                       |
| 2 september Vriendschappelijk № 390 «onderlinge duels» 20:00 uur | Peru                                           | 2 – 2 | Bolivia                           | Estadio Nacional José Diaz, Lima Toeschouwers: 35.000 Scheidsrechter: Juan Soto (VEN) |
| 2 september Vriendschappelijk № 390 «onderlinge duels» 20:00 uur | Rinaldo Cruzado 36' Claudio Pizarro 81' (pen.) |       | 6' Pablo Escobar 70' Rudy Cardozo | Estadio Nacional José Diaz, Lima Toeschouwers: 35.000 Scheidsrechter: Juan Soto (VEN) |

|                                                                  |         |       |      |                                                                                         |
| 5 september Vriendschappelijk № 391 «onderlinge duels» 20:00 uur | Bolivia | 0 – 0 | Peru | Estadio Hernando Siles, La Paz Toeschouwers: 16.670 Scheidsrechter: Antonio Arias (PAR) |
| 5 september Vriendschappelijk № 391 «onderlinge duels» 20:00 uur |         |       |      | Estadio Hernando Siles, La Paz Toeschouwers: 16.670 Scheidsrechter: Antonio Arias (PAR) |

|                                                              |                                                                     |       |                                            |                                                                                           |
| 7 oktober WK-kwalificatie № 392 «onderlinge duels» 20:00 uur | Uruguay                                                             | 4 – 2 | Bolivia                                    | Estadio Centenario, Montevideo Toeschouwers: 25.500 Scheidsrechter: Víctor Carrillo (PER) |
| 7 oktober WK-kwalificatie № 392 «onderlinge duels» 20:00 uur | Luis Suárez 3' Diego Lugano 25' Edinson Cavani 34' Diego Lugano 71' |       | 17' Rudy Cardozo 87' (pen.) Marcelo Moreno | Estadio Centenario, Montevideo Toeschouwers: 25.500 Scheidsrechter: Víctor Carrillo (PER) |

|                                                     |                   |       |                                     |                                                                                           |
| 11 oktober WK-kwalificatie № 393 «onderlinge duels» | Bolivia           | 1 – 2 | Colombia                            | Estadio Hernando Siles, La Paz Toeschouwers: 33.155 Scheidsrechter: Carlos Amarilla (PAR) |
| 11 oktober WK-kwalificatie № 393 «onderlinge duels» | Walter Flores 84' |       | 48' Dorlan Pabón 90' Radamel Falcao | Estadio Hernando Siles, La Paz Toeschouwers: 33.155 Scheidsrechter: Carlos Amarilla (PAR) |

|                                                                |                      |       |                    |                                                                                         |
| 11 november WK-kwalificatie № 394 «onderlinge duels» 20:00 uur | Argentinië           | 1 – 1 | Bolivia            | Estadio Monumental, Buenos Aires Toeschouwers: 27.592 Scheidsrechter: Carlos Vera (ECU) |
| 11 november WK-kwalificatie № 394 «onderlinge duels» 20:00 uur | Ezequiel Lavezzi 59' |       | 55' Marcelo Moreno | Estadio Monumental, Buenos Aires Toeschouwers: 27.592 Scheidsrechter: Carlos Vera (ECU) |

|                                                                |                         |       |         | |
| 15 november WK-kwalificatie № 395 «onderlinge duels» 20:00 uur | Venezuela               | 1 – 0 | Bolivia | Estadio Polideportivo Pueblo Nuevo, San Cristóbal Toeschouwers: 33.351 Scheidsrechter: Georges Buckley (PER) |
| 15 november WK-kwalificatie № 395 «onderlinge duels» 20:00 uur | Oswaldo Vizcarrondo 24' |       |         | Estadio Polideportivo Pueblo Nuevo, San Cristóbal Toeschouwers: 33.351 Scheidsrechter: Georges Buckley (PER) |

## FIFA-wereldranglijst
| JAN | FEB | MAR | APR | MEI | JUN | JUL | AUG | SEP | OKT | NOV | DEC |
| --- | --- | --- | --- | --- | --- | --- | --- | --- | --- | --- | --- |
| 96  | 99  | 98  | 102 | 102 | 94  | 80  | 85  | 81  | 115 | 106 | 108 |

## Statistieken
- In onderstaand overzicht is het ongeldig verklaarde duel tegen Letland niet meegenomen.

| Carlos Arias          | 1982-04-27 | Córdoba CF          | 10 | 0 | 0 | 38 | 0  |
| Sergio Galarza        | 1975-08-25 | Club Blooming       | 2  | 1 | 0 | 17 | 0  |
| Daniel Vaca           | 1978-11-03 | The Strongest       | 2  | 0 | 0 | 5  | 0  |
| Verdediging           |            |                     |    |   |   |    |    |
| Luis Gutiérrez        | 1985-01-15 | Oriente Petrolero   | 12 | 0 | 0 |    |    |
| Ronald Raldés         | 1981-04-20 | CA Colón            | 12 | 0 | 0 |    |    |
| Ronald Rivero         | 1980-01-29 | Club Blooming       | 12 | 0 | 0 |    |    |
| Lorgio Álvarez        | 1978-06-29 | Club Bolívar        | 8  | 0 | 0 |    |    |
| Christian Vargas      | 1983-08-09 | Club San José       | 6  | 0 | 0 |    |    |
| Luis Méndez           | 1985-07-12 | The Strongest       | 2  | 0 | 0 |    |    |
| Edemir Rodríguez      | 1984-10-21 | Club Bolívar        | 2  | 0 | 0 |    |    |
| Santos Amador         | 1982-04-06 | Nacional Potosí     | 1  | 0 | 0 |    |    |
| Enrique Parada        | 1981-11-04 | The Strongest       | 1  | 0 | 0 |    |    |
| Marvin Bejarano       | 1988-03-06 | Oriente Petrolero   | 0  | 1 | 0 |    |    |
| Lorgio Suárez         | 1990-12-05 | Club Blooming       | 0  | 1 | 0 | 1  | 0  |
| Middenveld            |            |                     |    |   |   |    |    |
| Jaime Robles          | 1978-02-02 | Club Aurora         | 12 | 2 | 0 |    |    |
| Wálter Flores         | 1978-10-29 | Club Bolívar        | 11 | 0 | 1 | 27 | 1  |
| Rudy Cardozo          | 1990-02-14 | Club Bolívar        | 10 | 2 | 2 |    |    |
| Jhasmani Campos       | 1988-05-10 | Club Bolívar        | 5  | 3 | 0 |    |    |
| Joselito Vaca         | 1982-08-12 | Oriente Petrolero   | 5  | 2 | 0 |    |    |
| Ronald García         | 1980-12-17 | Aris Thessaloniki   | 4  | 2 | 0 |    |    |
| Pablo Escobar         | 1978-07-12 | EC Santo André      | 4  | 0 | 1 |    |    |
| José Luis Chávez      | 1986-05-18 | Club Blooming       | 2  | 7 | 0 |    |    |
| Ronald Segovia        | 1985-01-17 | Club Aurora         | 1  | 1 | 0 |    |    |
| Miguel Loayza         | 1983-01-13 | Club San José       | 1  | 0 | 0 | 1  | 0  |
| Samuel Galindo        | 1992-04-18 | Gimnàstic Tarragona | 0  | 1 | 0 |    |    |
| Alejandro Chumacero   | 1991-04-22 | The Strongest       | 0  | 1 | 0 | 1  | 0  |
| Jesús Gómez           | 1979-07-18 | Club Blooming       | 0  | 1 | 0 |    |    |
| Aanval                |            |                     |    |   |   |    |    |
| Marcelo Moreno        | 1987-06-18 | Shakhtar Donetsk    | 11 | 0 | 2 | 30 | 10 |
| Edivaldo Hermoza      | 1985-11-17 | Naval 1º de Maio    | 7  | 1 | 1 |    |    |
| Juan Carlos Arce      | 1985-04-10 | Oriente Petrolero   | 5  | 2 | 1 |    |    |
| Alcides Peña          | 1989-01-14 | Oriente Petrolero   | 2  | 4 | 0 |    |    |
| José Alfredo Castillo | 1983-02-09 | Club Bolívar        | 2  | 0 | 0 |    |    |
| Ricardo Pedriel       | 1987-01-19 | Sivasspor           | 1  | 4 | 1 |    |    |
| Mauricio Saucedo      | 1985-08-14 | Vitória Guimarães   | 1  | 3 | 0 |    |    |
| Augusto Andaveris     | 1979-05-05 | Club Aurora         | 0  | 4 | 0 |    |    |
| Diego Cabrera         | 1982-08-13 | Deportes Tolima     | 0  | 1 | 0 |    |    |
| Darwin Ríos           | 1991-04-25 | Sheriff Tiraspol    | 0  | 1 | 0 | 1  | 0  |

FBF · A-internationals · Selecties · Bondscoaches · Statistieken · Boliviaans vrouwenelftal · Olympisch elftal · Bolivia U21 · Bolivia U20 · Bolivia U19 · Bolivia U18 · Bolivia U17
1926–1949 · 
1950–1959 · 
1960–1969 · 
1970–1979 · 
1980–1989 · 
1990–1999 · 
2000–2009 · 
2010–2019 ·
2020−2029
CC 1999
WK 1930 · 
WK 1950 · 
WK 1994
1926 · 
1927 · 
1927 · 1928 · 1929 · 
1930 · 
1931 · 1932 · 1933 · 1934 · 1935 · 1936 · 1937 · 
1938 · 
1939 · 1940 · 1941 · 1942 · 1943 · 1944 · 
1945 · 
1946 · 
1947 · 
1948 · 
1949 · 
1950 · 
1951 · 1952 · 
1953 · 
1954 · 1955 · 1956 · 
1957 · 
1958 · 
1959 · 
1960 · 
1961 · 
1962 · 
1963 · 
1964 · 
1965 · 
1966 · 
1967 · 
1968 · 
1969 · 
1970 · 
1971 · 
1972 · 
1973 · 
1974 · 
1975 · 
1976 · 
1977 · 
1978 · 
1979 · 
1980 · 
1981 · 
1982 · 
1983 · 
1984 · 
1985 · 
1986 · 
1987 · 
1988 · 
1989 · 
1990 · 
1991 · 
1992 · 
1993 · 
1994 · 
1995 · 
1996 · 
1997 · 
1998 · 
1999 · 
2000 · 
2001 · 
2002 · 
2003 · 
2004 · 
2005 · 
2006 · 
2007 · 
2008 · 
2009 · 
2010 ·
2011 · 
2012 · 
2013 · 
2014 · 
2015 · 
2016 ·
2017 ·
2018 ·
2019 ·
2020 ·
2021 ·
2022 ·
2023 ·
2024
Algerije ·
Andorra ·
Argentinië ·
Brazilië ·
Bulgarije · 
Chili ·
Colombia ·
Costa Rica ·
Cuba ·
Curaçao ·
DDR ·
Duitsland ·
Ecuador ·
Egypte ·
El Salvador ·
Finland ·
Frankrijk ·
Griekenland ·
Guatemala ·
Guyana ·
Haïti ·
Honduras ·
Hongarije ·
Ierland ·
IJsland ·
Irak ·
Iran ·
Jamaica ·
Japan ·
Joegoslavië ·
Kameroen ·
Letland ·
Mexico ·
Myanmar ·
Nicaragua ·
Noord-Korea ·
Oezbekistan ·
Panama ·
Paraguay ·
Peru ·
Polen ·
Portugal ·
Roemenië ·
Rusland ·
Saoedi-Arabië ·
Senegal ·
Servië ·
Slowakije ·
Spanje ·
Trinidad en Tobago ·
Tsjecho-Slowakije ·
Uruguay ·
Venezuela ·
Verenigde Arabische Emiraten ·
Verenigde Staten ·
Zuid-Afrika ·
Zuid-Korea ·
Zwitserland